# إسطاسية
إسطاسية (أو: إستاسيا) رواية للروائي المصري خيري شلبي. صدرت الرواية لأوّل مرة عام 2010 عن دار الشروق للنشر والتوزيع في مصر الجديدة بالقاهرة. ودخلت في القائمة الطويلة للجائزة العالمية للرواية العربية لعام 2011، المعروفة باسم «جائزة بوكر العربية».

## حول الرواية
يروي الكاتب المصري «خيري أحمد شلبي» في هذه الرواية حكاية «اسطاسية»، وهي أرملة قبطية تعيش في دلتا النيل، وتصبح أسطورة محلية عندما تكرس حياتها للانتقام من موت ابنها من خلال الصلاة. ويأتي العون في شكل ابن عائلة القرية المسلمة، المعروفة بقسوتها وطغيانها، وهو محام يقرّر التحقيق في القضية ومحاكمة قتلة ابن اسطاسية أمام العدالة. والحكمة من القصة هي أنه ليس كل المسلمين أبرارًا ولا كل المسيحيين أشرارًا وأن الله يستجيب لدعوة المظلوم مهما كانت ديانته.